# Охотник (мультфильм, 1991)
«Охотник» (The Hunter) — советский рисованный мультипликационный фильм для взрослых, созданный режиссёром Михаилом Алдашиным в 1991 году на студии «Пилот».

## Сюжет
Охотник, наряд которого состоял из набедренной повязки и косточки в волосах, готовился к охоте. Массивная жена попыталась замаскировать его под страуса. Когда охотник подкрался, страусы попадали от смеха. Жена попробовала сделать охотника похожим на слонёнка. Слоны чуть не растоптали его. Тогда жена замаскировала охотника под льва. Но пока он долго подкрадывался, другой охотник с ружьём выстрелил в него.

## Описание
По воспоминаниям Алдашина, «Охотник» создавался им одновременно с двумя другими мультипликационными фильмами. Он работал над ними «играючи, не напрягаясь, не понимая, как оно делается». Многие производственные процессы шли без участия режиссёра. Конечным результатом Алдашин остался доволен, потому что «всё вышло даже лучше, чем он предполагал».

## Награды
- 1991 — Первый приз в категории «до пяти минут» и специальный приз Джима Хенсона за самый смешной фильм на 4-м Международном фестивале анимационных фильмов в Лос-Анджелесе.
- 1992 — Диплом жюри на 16-м Международном фестивале анимационных фильмов «Синанима» в Эшпиньо (Португалия).

## Отзыв критика
В начале 1990-х опусами «Пумс» (1990) и «Охотник» (1991) Алдашин, не переча пилотовской стилистике, заявил о себе как о самобытном, оригинальном авторе, умеющем перевести анекдот на язык пластики, гротеска, притчи. «Пумс» и «Охотник» создавались в качестве первых эпизодов будущего сериала. Но блеск «актёрской» работы с персонажами, каскад гэговых метаморфоз, бесшабашность юмора, изобретательность в разыгрывании фантастических ситуаций мгновенно вывели фильмы в лидеры фестивальных программ.
— Лариса Малюкова «Сверхкино. Современная российская анимация» с.25